# Clitarco di Alessandria

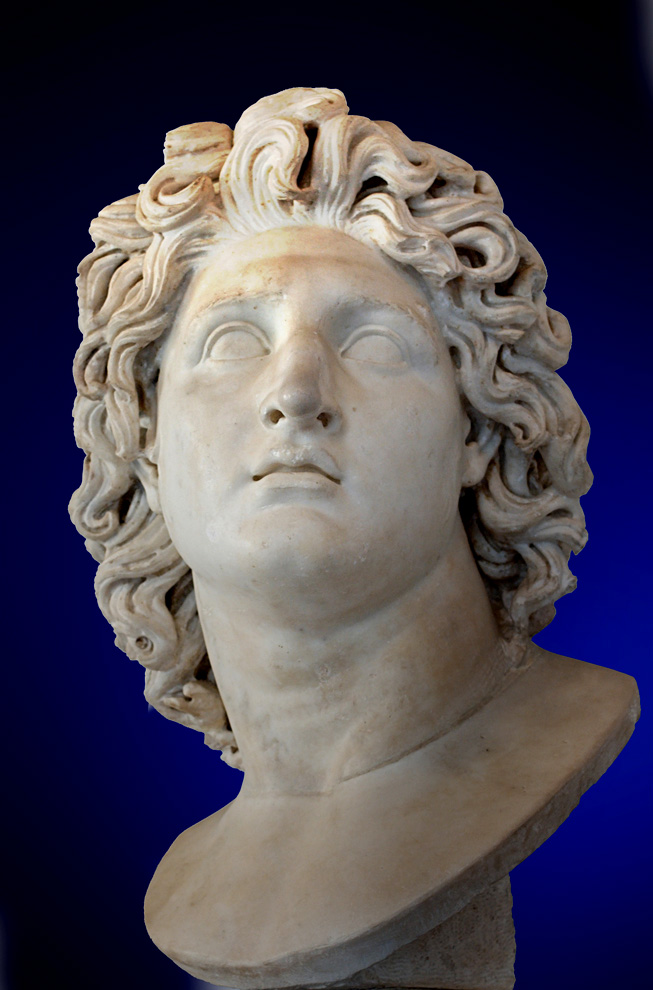
Alessandro Magno ritratto come il dio Elio

Clitarco di Alessandria (in greco antico: Κλείταρχος?, Cleìtarchos; in latino Clitarchus; 285 a.C. o 246 a.C. – dopo il 221?) è stato uno storico greco antico.

## Biografia
Figlio di Dinone, Clitarco sarebbe nato o, quantomeno, vissuto ampiamente ad Alessandria d'Egitto, da dove si mosse per ascoltare il filosofo Stilpone, di cui fu allievo. Secondo un recente papiro sarebbe vissuto fino a diventare maestro (διδάσκαλος) di Tolomeo IV Filopatore (che regnò negli anni 221–205 a.C.).

## Storie di Alessandro
Clitarco scrisse le Περὶ 'Aλεξάνδρου ἱστορίαι, cioè Storie di Alessandro, in 12 libri, di cui abbiamo solo pochi frammentiː ciò è in netto contrasto con il fatto che l'opera era una delle più lette in età imperiale, tanto che diversi autori come Curzio Rufo ne imitarono il tema e gli intenti. 
Da ciò che si riesce ad intuire soprattutto dai suoi imitatori, l'opera doveva seguire un intento romanzato, caratterizzato da aneddoti che esaltavano la figura divina di Alessandro Magno e vari episodi non sorretti da altre fonti storiche, come, ad esempio, l'arrivo del sovrano macedone fino all'Oceano, cosa che invece viene smentita dagli storici maggiori dell'epoca. Fra i frammenti tramandati, in effetti, molti mostrano un notevole gusto per il meravigliosoː dai vari sistemi utilizzati per catturare le scimmie indiane all'incontro di Alessandro con un gruppo di scimmie e cacciatori; ancora, un incontro galante fra Alessandro e la regina Talestri, capo delle Amazzoni, ad una ambasceria ad Alessandro addirittura inviata dai Romani.